# Nervonsäure
Nervonsäure ist eine einfach ungesättigte Fettsäure, sie zählt zu den Omega-9-Fettsäuren. Sie wird vor allem als Kunststoffadditiv und Gleitmittel technisch eingesetzt.
Nervonsäure kommt im menschlichen Körper vor allem in Geweben des zentralen Nervensystems vor. Weiter ist sie in Fischölen und in einigen Pflanzenölen enthalten. Wie alle Omega-9-Fettsäuren ist Nervonsäure nicht essentiell, sie kann vom menschlichen Körper bei Bedarf selbst gebildet werden. Es wird ein Zusammenhang zwischen Mangel an Nervonsäure und Nervenerkrankungen wie Multipler Sklerose und Adrenoleukodystrophie vermutet, da bei diesen Krankheiten Nervonsäure in den Myelinscheiden fehlt. Dies soll zu bestimmten Ausfallerscheinungen wie Sehverlust sowie Störungen des Gleichgewichtsempfindens, von Bewegungsabläufen und des Erinnerungsvermögens führen. Daher könnten natürliche Quellen von Nervonsäure zur Herstellung von Arzneimitteln interessant sein.
Eine Rolle dabei könnte das Samenöl des seltenen Baums Malania oleifera aus der Familie Olacaceae spielen, da dieses den höchsten bekannten Anteil an Nervonsäure hat. Einen hohen Anteil besitzt auch das Lunariaöl aus den Samen des Einjährigen Silberblattes (Lunaria annua). Einen hohen Anteil an Nervonsäure besitzt auch das Samenöl des Dreiblütigen Ahorns (Acer trifolium).

## Analytik
Die zuverlässige qualitative und quantitative Bestimmung von Nervonsäure kann nach angemessener Probenvorbereitung durch Kopplung der Gaschromatographie oder HPLC mit der Massenspektrometrie erfolgen.